# Claudio Magris
Claudio Magris (Trieszt, 1939. április 10. –) olasz író, publicista, germanista, egyetemi tanár. Írói munkásságának középpontjában Közép-Európa kulturális összefonódása áll, elsősorban Trieszt és a környező területek szemszögéből. Legjelentősebb műve az 1986-ban megjelent Duna című könyv, amelyben a Duna országairól ír esszészerű szövegeket.

## Életpályája
A Torinói Egyetem német szakán szerzett diplomát 1962-ben, majd 1970 és 1978 között ugyanitt tanított. 1978-tól a Trieszti Egyetem tanára, emellett a Corriere della Sera publicistája. 1963-ban jelent meg első munkája, A Habsburg-mítosz az osztrák irodalomban címmel, amely egyben doktori munkája is volt. Műveiben kiemelten foglalkozik Németországgal, Közép-Európával és hazájával. Fő művének a Duna című esszéregényt tekintik. Közéleti szerepet is vállalt: 1994 és 1996 között az olasz Szenátus tagja volt.
2001-ben Erasmus-díjat kapott, 2004-ben az Asztúria Hercege-díjjal tüntették ki, 2006-ban az osztrák Állami díj az európai irodalomért elnevezésű kitüntetéssel jutalmazták. A 2009-es Frankfurti Könyvvásáron ő kapta A német könyvszakma békedíját. 2019-ben Thomas Mann-díjban részesült.

## Művei

### Esszék
- Il mito asburgico nella letteratura austriaca moderna (Torino : Einaudi, 1963) – A Habsburg-mítosz az osztrák irodalomban : részletek (Budapest : Európa, 1988)
- Wilhelm Heinse (1968)
- Tre studi su Hoffmann (1969)
- Lontano da dove. Joseph Roth e la tradizione ebraico-orientale (Torino : Einaudi, 1971)
- Cesare Cases, Claudio Magris: L'anarchico al bivio. Intellettuali e politica nel teatro di Dorst (Torino : Einaudi, 1974)
- L'altra ragione. Tre saggi su Hoffmann (Torino : Einaudi, (1978))
- Dietro le parole (1978)
- Itaca e oltre (1982)
- Angelo Ara, Claudio Magris: Trieste. Un'identità di frontiera (1982)
- L'anello di Clarisse. Grande stile e nichilismo nella letteratura moderna (Torino : Einaudi, 1984)
- Utopia e disincanto. Saggi 1974-1998 (Milano : Garzanti, 1999)
- L'infinito viaggiare (2005)
- La storia non è finita (Milano, Garzanti, 2006)
- Alfabeti (Milano : Garzanti, 2008)
- Livelli di guardia. Note civili (2006-2011), (2011)

### Szépirodalom
- Illazioni su una sciabola (1984)
- Danubio (1986) – Duna (Budapest : Európa, 1992)
- Stadelmann (1988)
- Un altro mare (1991) – Egy másik tenger (Budapest : Európa, 1993)
- Il Conde (1993)
- Le voci (1995)
- Microcosmi (1997) – Kisvilágok (Budapest : Európa, 2002), Strega díj
- La mostra (2001)
- Alla cieca (2005) – Vaktában (Budapest : Európa, 2007)
- Lei dunque capirà (2006)
- Non luogo a procedere (2015)
- Tiempo curvo a Krems (2019)

## Magyarul
- A Habsburg-mítosz az osztrák irodalomban. Részletek; ford. Székely Éva; Európa, Bp., 1988 (Mérleg)
- Duna; ford. Kajtár Mária; Európa, Bp., 1992
- Egy másik tenger; ford. Barna Imre; Európa, Bp., 1993
- Kisvilágok; ford. Barna Imre, Szirti Bea; Európa, Bp., 2002
- Vaktában; ford. Gál Judit; Európa, Bp., 2007
- Hangok. Vágymonológok nőkről és férfiakról; ford. Gács Éva; Libri, Bp., 2012
- Kisvilágok; ford. Barna Imre, Szirti Bea; 2. jav. kiad.; Libri, Bp., 2012